# Une nuit à Monte-Carlo
Pour plus de détails, voir Fiche technique et Distribution.
Une nuit à Monte Carlo (autre titre français : Ça peut toujours servir, titre original : Bomben auf Monte Carlo) est un film allemand réalisé par Georg Jacoby, sorti en 1960.

## Résumé
Après que le capitaine play-boy Eddie Cronen a de nouveau fait couler un bateau, il est bloqué dans une petite maison avec son ami, le docteur Swaart. Depuis des semaines, il n'a pas réglé ses factures, son patron lui prend ses pantalons de sorte qu'il ne puisse pas fuir sans payer ses dettes. Il plaît à la fille du patron et à la jeune Giuletta qui se font concurrence pour avoir ses faveurs. Il reçoit une lettre du royaume du Dorado, dans laquelle on lui propose de devenir le commandant de la flotte : Swaart avait répondu à une annonce sans le dire à Eddie. Le patron tente d'amadouer Eddie, Swaart reprend les pantalons. Peu après, ils partent pour le Dorado.
La flotte du royaume est en fait limitée à une vieille canonnière, le Persimon, et à son équipage indiscipliné. Le précédent capitaine a été jeté par-dessus bord, c'est pourquoi le ministre-président du Dorado est très satisfait d'accueillir Eddie, surtout que ce dernier a écarté les autres postulants grâce à un subterfuge. Il obtient le poste et apprend qu'il aura pour première mission de transporter dès le lendemain la princesse Marina au Portugal. Elle sera alors majeure et pourra alors régner à la place du ministre-président. Ce qu'il souhaite est aussi que la jeune femme inexpérimentée, tenue à l'écart de la population, puisse trouve un mari au Portugal. Eddie regarde la galerie des portraits présente dans le palais et redoute que la jeune femme soit aussi laide que ses ancêtres.
Marina apprend de sa femme de chambre qu'on célèbre le soir-même le carnaval à Monte-Carlo. Elle emprunte un costume de femme de chambre et quitte le palais. Elle croise Eddie qui l'amène dans la ville : il pense qu'il est en compagnie de la femme de chambre de la princesse, et se permet alors de se moquer de sa laideur tout en tombant sous le charme de Marina. Ils mangent et dansent ensemble et, à la fin de la soirée, il lui offre un collier de valeur. Puis ils vont au casino et montent à bord du Persimon pour faire encore la fête avec l'équipage. Le lendemain, les bagages de la princesse sont chargées à bord du navire : Marina est surprise par leur volume impressionnant. Elle se cache dans l'entrepôt et découvre dans les caisses des lingots d'or, soit tous les actifs du Dorado. Le lendemain matin, elle convoque la cour. Le ministre-président demande à être en congé le temps des vacances de la princesse, Marina pressent que les vacances du ministre-président se passeront à Tanger. Comme elle devine qu'il compte y déposer l'or, elle ordonne son arrestation. Mais le ministre-président fait encore jouer ses pouvoirs et fait enfermer la princesse dans sa chambre avec sa dame de compagnie, la comtesse Tamm. Il fait passer sa maîtresse Olga pour la princesse Marina et lui remet le collier qui avait été offert par le capitaine Eddie.
Eddie part sur le Persimon. Lors du dîner, il remarque le collier. Il se rend compte que la princesse à bord n'est pas Marina. Pendant ce temps, le ministre-président déclare à la population du Dorado que Marina avait l'intention de partir avec l'or du royaume et qu'il l'a arrêtée. En peu de temps, une foule en colère se presse devant le palais. Eddie demande par radio la libération de la princesse et indique qu'il souhaite lui parler, sinon il sera amené à bombardera le Dorado. Marina refuse de s'adresser à Eddie, mais le ministre-président l'oblige à s'exprimer devant le peuple rassemblé, qui la conspue. Elle parvient toutefois à se faire entendre et invite le peuple à se méfier du ministre-président. Alors que ce dernier s'apprête à lui arracher le micro, elle fait transmettre l'ordre de bombarder la ville. Eddie donne alors l'ordre de tirer. Dans ce désordre, le colonel Joseph Ward, amant de la comtesse Tamm, démet le ministre-président de ses fonctions et obtient de la princesse Marina de prendre sa succession. Eddie, quant à lui, pénètre dans le château avec son équipage pour libérer Marina. Quand ils arrivent, tout est déjà réglé. Marina revêt sa plus jolie robe et invite Eddie à une grande réunion. Mais Eddie exprime son souhait de partir en lui promettant de revenir : Marina comprend qu'il voudra toujours être libre et le laisse partir.

## Fiche technique
- Titre : Une nuit à Monte Carlo
- Autre titre français : Ça peut toujours servir
- Titre original : Bomben auf Monte Carlo
- Réalisation : Georg Jacoby, assisté de Wolfgang Wehrum (de)
- Scénario : Frederick Stephani, Hans Wilhelm (de), Will Berthold, Werner Jacobs
- Musique : Werner R. Heymann, Willy Mattes
- Direction artistique : Ernst H. Albrecht, Hans Auffenberg, Niko Matul
- Photographie : Roger Hubert, Ernst W. Kalinke, Michel Kelber, Sepp Ketterer (de), Werner Krien, Gerhard Krüger (de)
- Son : Norbert Gernolle
- Montage : Liselotte Schumacher
- Production : Gero Wecker
- Sociétés de production : Arca-Filmproduktion GmbH
- Société de distribution : Neue Filmverleih
- Pays d'origine :  Allemagne de l'Ouest
- Langue : allemand
- Format : Couleur - 1,66:1 - Mono - 35 mm
- Genre : Comédie
- Durée : 86 minutes
- Dates de sortie :
  - Allemagne de l'Ouest} : 11 mars 1960.
  - Finlande : 30 décembre 1960.
  - Espagne franquiste : 25 septembre 1961.
  - Suède : 16 octobre 1961.
  - Danemark : 19 mars 1962.
  - Estado Novo (Portugal) : 21 juin 1963.
  - France : 6 juillet 1966[1].

## Distribution
- Eddie Constantine: le capitaine Eddie Cronen
- Marion Michael: la princesse Marina
- Viktor de Kowa: le ministre-président
- Gunther Philipp: Dr Swaart
- Gunnar Möller (de): Burg
- Barbara Laage: Olga
- Dominique Wilms: Giuletta
- Denise Grey: la comtesse Tamm
- Albert Préjean: le colonel Joseph Ward
- Olga Pluess: la femme de chambre
- Kurt Pratsch-Kaufmann: le bijoutier

## Production
Une nuit à Monte Carlo est une adaptation d'un roman de Friedrich Reck-Malleczewen, déjà adapté en 1931.
Le tournage a lieu à Nice, Monte-Carlo et sur le château de Schleissheim près de Munich, en fin d'année 1959.

## Source de la traduction
- (de) Cet article est partiellement ou en totalité issu de l’article de Wikipédia en allemand intitulé « Bomben auf Monte Carlo (1960) » (voir la liste des auteurs).